# Saab 90

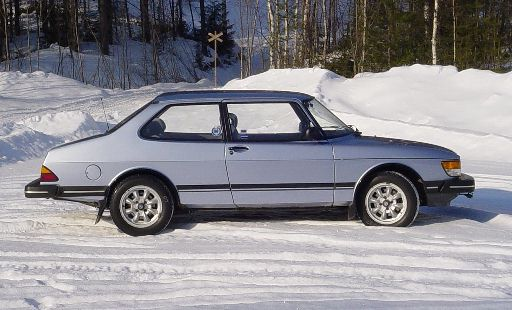
Saab 90 (årsmodell 1985) i sidoprofil.

Saab 90 är en svensk personbil tillverkad av Saab som årsmodell 1985–1987. Saab 90 var en moderniserad Saab 99 med bakparti från 900 sedan.
Robust, är det ord som bäst beskriver Saab 90, skrev Carkatalogen 1987.
Saab 90 måste ses som den sista lågpris-Saaben.

## Historia
När tillverkningen av Saab 96 avslutades 1980 var chefen för Saabs personbilsdivision Sten Wennlo under hård press att skapa fram en ny basmodell för den europeiska marknaden. Även på Saab-Valmet i Nystad funderade man kring ödet med Saab 99, vars tillverkning under 1980-talet helt och hållet skedde där. Saab-Valmets första lösning från 1983 var att svetsa ihop framändan av en Saab 900 med bakändan av en 99. När produkten visades för Wennlo konstaterade han att principen var bra, men att bilen blev för lik 900:n.
Wennlo tyckte istället att man skulle göra bilen tvärtom och i mars 1984 bad han Rony Lutz, som arbetade som illustratör på Saab, att klippa ihop två pressbilder på framändan av en Saab 99 och bakändan av en Saab 900 sedan.
Plåtslagarna på Saab-Valmet i Nystad svetsade således ihop två karosser på samma sätt och först då visades bilen för Björn Envall som då var designchef på Saab. 
Att man bytte beteckning från 99 till 90 var för att namnet skulle harmonisera bättre med Saab 900 och den då nya Saab 9000, då antalet nollor i modellnamnet angavs i stigande storleksordning, med Saab 90 som Saabs minsta bil och 9000 som den största, med 900 mittemellan.

## Tidslinje
- 1985 fanns Saab 90 enbart med två dörrar och endast av Saabs h-motor på 2 liter med 100 hästkrafter. Alla modeller hade hårda ventilsäten för att även kunna köras på blyfri bensin. Man ändrade också utväxlingen och med den nya bakänden ökade volymen på bensintanken och bagagerumsvolymen ökade från 320 till 377 liter. Bilen fick en modernare bakhjulsupphängning som dessutom var billigare att tillverka. En 4-växlad låda var standardutrustning, men en 5-växlad fanns som tillval och då medföljde även bredare däck, varvräknare och frontspoiler. Alla Saab 90 var utrustade med skivbromsar runtom för bra bromsverkan.
- 1986 fick bilen radioförberedelse och sidoblinkers. Den 4-växlade modellen fick de 5,5 tum breda fälgarna[2].
- 1987 ändrades förgasaren för att få motorn att starta lättare i vinterväder. Produktionen avslutades under sommaren 1987. Bilen fanns även som tjänstefordon hos polisen.

Bilen tillverkades endast i 25 378 exemplar. Ca 10 000 exemplar såldes i Sverige och väldigt få såldes utanför Sverige och Finland. Tillverkningen skedde av Valmet Automotive i Nystad, Finland. Den såldes enbart med förgasarmotor och kunde inte fås med katalysator och på grund av kommande katalysatorkrav för minskade CO-utsläpp så lades produktionen ner under 1987. 900-modellen skulle också genomgå en uppdatering till 1988 års modell, där man fick samma bromssystem och bultmönster till hjulen som den nyare 9000. Att göra de ändringarna även på 90 ansågs inte ekonomiskt försvarbart, och att låta den vara oförändrad skulle göra att man måste behålla vissa delar i produktion bara för den modellen. Dessutom var efterfrågan svag mot slutet, så istället tog man fram en instegsversion av 900 som fyllde samma funktion.
Produktionen år för år:
- 1984:  6 215
- 1985: 11 385
- 1986:  5 910
- 1987:  1 868
- Totalt: 25 378

En specialmodell gjordes av finska Scan-Auto år 1985. Modellen kallades Saab 90 Lumikko och tillverkades i endast 10 exemplar. Lumikko hade Saabs Airflow-kit, spoiler, fälgar från Saab 900 aero, taklucka, mittkonsol med extra mätare, läderratt och Saabs högtalare. Modellen var helvit, inklusive: airflow-kit, fälgar, stötfångare, grill, sidospeglar, spoiler och dörrhandtag. Under huven gjordes inga modifieringar.